# Carlos Gómez Urrutia
Carlos Aldair Gómez Urrutia (Lima, Provincia de Lima, Perú, 18 de septiembre de 1997) es un futbolista peruano. Juega como arquero y su equipo actual es el Unión Huaral de la Liga 3 de Perú.

## Trayectoria

### Alianza Lima
Inicia su carrera en la reserva del club peruano Club Alianza Lima donde firma un contrato profesional con el club en el 2017, con 19 años y al no encontrar la regularidad que deseaba llega a medida de préstamo al club Club Sport Victoria por todo lo que queda del 2017, ya en el 2018 y finalizado su acuerdo anterior,al no estar en los planes del director técnico Pablo Bengoechea,es prestado nuevamente pero al club Club Universidad Técnica de Cajamarca, para jugar por todo el 2018,en el 2019 es cedido al Club Deportivo Coopsol

### Sport Victoria
Llega en cuestión de préstamo al club ¨Victoriano¨ por lo que resta de la temporada 2017, juega solamente 4 partidos profesionales.

### UTC
Llega a un acuerdo de préstamo con el club Cajamarquino por todo el 2018, donde esperaba ganrse un puesto en el arco titular por encima del experimentado arquero José Carvallo para la Copa Sudamericana 2018, sin embargo solo es convocado en un par de ocasiones para el equipo principal y juega en las reservas, nunca llega a debutar con el club.

### Deportivo Coopsol
Al no estar en los planes del director técnico Miguel Ángel Russo para jugar en el Club Alianza Lima, llega al Club Deportivo Coopsol a préstamo por todo el 2019, debuta profesional mente en la fecha 1 de la Liga 2 2019 (Perú) contra el Club Sportivo Cienciano donde caen 5-2 en cuestión de visita, intercala el puesto de arquero titular con el portero Hugo Lescano, su mayor su mejor rendimiento se pudo ver contra el Club Universitario de Deportes en la Copa Bicentenario 2019 donde en los 90 minutos ataja un penal, y en la ronda de penales logra tapar 3 de los 6 disparos que fueron al arco, siendo la figura para que su equipo llegara a las semifinales del torneo.

### Cusco Fútbol Club
Para el 2020 el jugador había firmado por el cuadro de Club Deportivo Coopsol por toda la temporada para intentar conseguir nuevamente el ascenso, pero debido a la Pandemia de enfermedad por coronavirus de 2019-2020 el ¨Submarino Amarillo¨ decidió rescindir el contrato de todos los jugadores y comando técnico del plantel, estuvo como jugador libre hasta el 23 de julio de 2020 donde es anunciado como nuevo jugador del Cusco Fútbol Club.

## Clubes
| Club                | País | Temporada   |
| ------------------- | ---- | ----------- |
| Alianza Lima        | Perú | 2012 - 2019 |
| Sport Victoria      | Perú | 2017        |
| UTC                 | Perú | 2018        |
| Deportivo Coopsol   | Perú | 2019 - 2020 |
| Cusco FC            | Perú | 2020        |
| Sport Chavelines    | Perú | 2021        |
| Unión Huaral        | Perú | 2022        |
| San Andrés de Runtu | Perú | 2024        |
| Unión Huaral        | Perú | 2025 -      |

## Palmarés

### Distinciones individuales
| Distinción                                                                      | Año  |
| ------------------------------------------------------------------------------- | ---- |
| Equipo ideal de la Copa Bicentenario según el portal periodístico Dechalaca.com | 2019 |